# Lekka kawaleria (film)
Lekka kawaleria (ang. The Lighthorsemen) – film australijski z 1987 roku w reżyserii Simona Wincera.

## Fabuła
Jest rok 1917. Właśnie trwa I wojna światowa. Palestyna dotychczas okupowana przez Turków staje się celem Brytyjczyków. Na walkę wyrusza elitarny australijski oddział kawalerzystów. Wśród żołnierzy znajduje się dwójka przyjaciół, Frank i Dave.

## Obsada
- Tony Bonner jako pułkownik Bourchier
- Bill Kerr jako generał Chauvel
- Jon Blake jako Scotty
- John Walton jako Tas
- Gary Sweet jako Frank
- Tim McKenzie jako Chiller
- Serge Lazareff jako Rankin
- Peter Phelps jako Dave Mitchell